# Ordos Stadium
Ordos Stadium – wielofunkcyjny stadion w Dongsheng, w Chinach. Został otwarty 30 czerwca 2011 roku. Obiekt posiada 35 107 stałych miejsc dla widzów z możliwością tymczasowego zwiększania o kolejne 12 000 miejsc. Obiekt jest drugim stadionem w Chinach z rozsuwanym zadaszeniem (po Nantong Stadium) i pierwszym z całkowicie zamkniętą bryłą. Dach wspierany jest 50 stalowymi linami połączonymi ze wznoszącym się nad całą konstrukcją łukiem o rozpiętości 330 m i wysokim na 128,5 m. Nawierzchnia boiska jest syntetyczna, a bieżnia okalająca pole gry posiada 8 torów.